# Кот, Анатолий Леонидович
Анато́лий Леони́дович Кот (бел. Анато́ль Леані́давіч Кот; род. 5 июня 1973, Минск) — советский, белорусский и российский актёр театра, кино, телевидения, озвучивания и дубляжа. Почётный деятель искусств города Москвы (2021).

## Биография
Анатолий Кот родился 5 июня 1973 года в Минске (Белорусская ССР), в многодетной семье. Отец имел «золотые руки» и инженерное мышление. Мать — химик-винодел, всю жизнь проработала в лаборатории на Минском водоканале. Анатолий является четвёртым ребёнком (из пяти) в семье. Имеет двух братьев и двух сестёр. Старший брат Иван окончил военное училище с красным дипломом и петербургскую академию с красным дипломом. Средний брат Игорь тоже окончил военное училище. Старшая сестра — художник, живёт в Подмосковье, младшая Наталья Кот-Кузьма — актриса Белорусского государственного театра кукол.
С детства Анатолий много читал, занимался в различных театральных кружках, мечтал стать актёром. В школе учился не очень хорошо — был троечником.
Учился в средней школе № 48 г. Минска, затем перешел в минскую среднюю школу № 136 с театральным уклоном, которую окончил в 1990 году, и отправился в Москву поступать в Высшее театральное училище имени Б. В. Щукина. При поступлении «слетел» со второго тура, вернулся в Минск и поступил в Белорусскую академию искусств с надеждой на то, что после первого курса переведётся в Щукинское училище, о котором мечтал, тем более такая возможность тогда была. Но после распада СССР мечте не суждено было сбыться и Анатолий продолжил учёбу в Минске.
В 1994 году окончил Белорусскую академию искусств (мастерская Андрея Коляды) в Минске.
Накануне получения Анатолием диплома академии художественный руководитель минского театра «Вольная сцена» Валерий Евгеньевич Мазынский пригласил его в свой театр, где Кот был занят в основных спектаклях «Ричард III» (Кларенс) режиссёра В. Анисенко и «Карьера Артуро Уи» (Дживола) режиссёра Валерия Мазынского. Работал также в других минских театрах: в Молодёжном театре («Ромео и Джульетта» (Меркуцио) режиссёра М. Дударева), Театре кукол («Вишнёвый сад» (Лопахин) режиссёра А. Лелявского), Театре-студии киноактёра, в антрепризных (частных) проектах.
Затем в Минске начал изучать на курсах немецкий язык. Благодаря сотрудничеству с Институтом имени Гёте (Мюнхен) оказался в Германии. В муниципальном театре города Меммингена на немецком языке играл роль Андрия в спектакле «Семейные истории. Белград». В 2000 году исполнил роль Орфея в музыкальном проекте режиссёра Л. Шмидта «Орфей и Эвридика» по пьесе Евстигнея Фомина, а в 2004 году — роль Поприщина в моноспектакле режиссёра Моники Добровлянски «Записки сумасшедшего» по одноимённой повести Николая Гоголя в театре «Тахелес», в Берлине.
Помимо работы на сцене, с 1993 года Анатолий Кот постоянно работает на FM-радио, где занимал самые разные должности — от диджея до директора.
C 2005 по 2022 год служил в труппе Московского драматического театра под руководством Армена Джигарханяна. C 2022 года — артист Театра сатиры, с 2023 года работает в МХТ имени А. П. Чехова.
В кино актёр приобрёл популярность благодаря роли князя Владимира Друцкого в исторической ленте «Анастасия Слуцкая» (2003), которая была высоко оценена на различных кинофестивалях. Также в 2003 году снялся в неоднозначной военной драме Андрея Кудиненко «Оккупация. Мистерии», которая была запрещена к показу в Беларуси.
В России актёр стал известен широкой зрительской аудитории благодаря роли подполковника Шкалина в комедийном сериале «Солдаты» телекомпании «РЕН ТВ», роли Жилина в сериале «Молодежка»"и роли одного из медбратьев в ситкоме «Ускоренная помощь». Выступает преимущественно в ролях отрицательных персонажей.

### Личная жизнь
- Первая жена — Юлия Высоцкая. Брак был фиктивным. Юлия поступила с Котом на один курс, и когда её пригласили работать в театр Янки Купалы, ей понадобилось расписаться с Анатолием. Они и сегодня поддерживают дружеские отношения[6].
- Вторая жена — Елена Кот, стилист-имиджмейкер. Дочь — Алиса. Родилась в Минске.
- Третья жена — Янина Колесниченко, актриса театра и кино. 14 ноября 2011 года у супругов родилась дочь Арина.

## Творчество

### Театральные работы
- «Ричард III» — Кларенс — реж. В. Анисенко (театр «Вольная сцена», Минск).
- «Карьера Артуро Уи» — Дживола — реж. Валерий Мазынский (театр «Вольная сцена», Минск).
- «Ромео и Джульетта» — Меркуцио — реж. М. Дударева (Белорусский государственный молодёжный театр, Минск).
- «Вишнёвый сад» — Лопахин — реж. Алексей Лелявский (Белорусский государственный театр кукол, Минск).
- «Семейные истории. Белград» — Андрий — реж. М. Добровлянски (муниципальный театр г. Меммингена, Германия).
- «Записки сумасшедшего» (моноспектакль) — Поприщин — реж. М. Добровлянски (театр «Тахелес», Берлин, Германия).
- «Поцелуй удачи» — Джузеппе (Российский академический молодёжный театр, Москва).

Московский драматический театр под руководством Армена Джигарханяна
- «Три цилиндра» — Старый военный — реж. С. Усман аль-Баш.
- «Требуется лжец» — Г-жа Папаиоанну, Стафис.
- «Три сестры» — Родэ.
- «Она в отсутствии любви и смерти» — Доктор.
- «Molly Sweeney» — Мистер Райс.
- «Мона» — Григ.
- «Кафе „Жизнь в розовом свете“» — Эдуард Джонсон.
- «Чума на оба ваши дома…» — Джорджи.
- «Трамвай „Желание“» — Стэнли Ковальский.

Московский Художественный театр имени А. П. Чехова
- «Мастер и Маргарита» — Воланд.

### Фильмография
1. 1999 — 2001 — Ускоренная помощь — медбрат второй бригады
2. 2000 — В августе 44-го… — однополчанин лейтенанта Андрея Блинова
3. 2001 — Поводырь — Анатолий, врач-офтальмолог
4. 2002 — Каменская 2 (фильм № 2 «Я умер вчера») — капитан милиции
5. 2002 — Закон — Фёдоров, журналист
6. 2003 — В июне 41-го — немецкий офицер в деревне
7. 2003 — Киднеппинг — «Омлет»
8. 2003 — Оккупация. Мистерии — Якуб Лойко, советский партизан
9. 2003 — Анастасия Слуцкая — князь Владимир Друцкий
10. 2004 — Под небом Вероны — Глеб
11. 2004 — На безымянной высоте — капитан Шульгин, особист-контрразведчик
12. 2004 — Родственный обмен — Джеффри Голдберг, американский друг Алекс Тим
13. 2004 — Карусель — Вадим
14. 2004 — Ещё о войне — Володя
15. 2005 — Мошенники (серия № 3) — менеджер банка
16. 2005 — Последний бой майора Пугачёва — Игнатович
17. 2005 — Дунечка — муж Берты
18. 2005 — Я помню — Анатолий Буслов
19. 2005 — Нежная зима — Алексей, жених Ёлочки
20. 2006 — Охотник — Лёша
21. 2006 — Последний бронепоезд — Пётр Гирявой, полковник, дивизионный комиссар
22. 2006 — Точка — начальник охраны
23. 2006 — 2007 — Гонка за счастьем — Сергей Дронов, автогонщик, член команды Андрея Титаренко
24. 2006 — Виола Тараканова. В мире преступных страстей 3 (фильм № 3 «Фокус-покус от Василисы Ужасной») — Архип Сергеев
25. 2007 — Бухта страха — Михель Линк, пастор
26. 2007 — Щит Отечества — Князев
27. 2007 — 2013 — Солдаты — Анатолий Евгеньевич Шкалин, майор / подполковник / полковник
28. 2008 — Аттракцион — Геннадий Чернов, начальник службы безопасности олигарха Осинского
29. 2008 — Я — телохранитель — Станислав Георгиевич Лисицын, бизнесмен
30. 2009 — 2010 — Маргоша — Антон Владимирович Зимовский («Зима»), заместитель главного редактора и затем исполнительный директор радио «Селена»[7]
31. 2009 — Днепровский рубеж — Иван Данилович Жигунов
32. 2009 — Когда падают горы — Заикин, следователь
33. 2009 — Заградотряд — Фёдор Васильевич Матушкин, майор
34. 2009 — Сердце капитана Немова — Александр Макаров, жених Ирины
35. 2009 — Хозяйка тайги (фильм № 3 «Сезон охоты») — Андрей Ильич Реутов, хозяин зверофермы
36. 2009 — Вызов (фильм № 1 «Пропавшие») — Андрей Куденко
37. 2010 — Брестская крепость — «майор внутренних войск НКВД» / немецкий диверсант
38. 2010 — Голоса — Александр Рябов, бывший друг Михаила Жихарева
39. 2010 — Дом образцового содержания — Игнат Борисович Громов, полковник КГБ СССР
40. 2010 — Небо в огне — Дитмар, оберштурмфюрер СС
41. 2010 — Отцы — Виктор Потехин
42. 2011 — Врача вызывали? — Анатолий Викторович Зубов, директор клиники
43. 2011 — Операция «Горгона» — Штрубе
44. 2011 — Мой папа Барышников — Игорь Васильевич, преподаватель хореографии
45. 2011 — Поцелуй Сократа (фильм № 1 «Смертельный аромат») — Дмитрий Платов («Платон»), хозяин модельного агентства
46. 2011 — Чёрные волки — Антон Иванович Гладыш, подполковник милиции, руководитель следственной группы
47. 2011 — Жизнь и приключения Мишки Япончика — Юрий Стоцкий
48. 2012 — Лектор — Ребко, бывший сотрудник ФСБ
49. 2012 — Снайпер 2. Тунгус — капитан Горенков, командир снайперов
50. 2012 — Дорога на остров Пасхи — Феликс Всеволодович Полякофф, наёмный киллер
51. 2012 — Жыве Беларусь! — генерал-лейтенант, вице-министр обороны[8]
52. 2012 — День учителя — Афанасий Петрович Деркач
53. 2012 — Братство десанта — Валерий Иванов, майор ФСБ
54. 2013 — Мамина любовь — Олег Геннадьевич Кокин, начальник Олега
55. 2013 — Бомба — майор Лобанов, начальник разведывательного управления при Генеральном штабе Красной армии
56. 2013 — 45 секунд — Павел Корсаков, врач
57. 2013 — Гнездо Кочета — Сиротин
58. 2013 — Первая осень войны — старший лейтенант НКВД
59. 2014 — Департамент — Антон Сергеевич Митин, депутат
60. 2014 — 2019 — Молодёжка — Анатолий Леонидович Жилин
61. 2014 — До свидания, мальчики — Андрей Савельевич Лядов, политрук
62. 2015 — Луна — Николай Константинович Панин, начальник оперативного отдела полиции
63. 2015 — Битва за Севастополь — Николай, лётчик
64. 2015 — Главный — Николай Калинин
65. 2015 — Обочина — капитан полиции
66. 2015 — Мужики и бабы — Кадыков
67. 2015 — Беглые родственники — Клещ, бандит
68. 2016 — Запретная любовь
69. 2016 — Опекун — Артур Шельмак
70. 2016 — Чужая дочь — Пётр Сергеевич Карелин
71. 2016 — Правда Саманты Смит — Дабл Ю Вайт Маклавски, агент ФБР
72. 2017 — Родное сердце — Валерий Михайлович Резун, начальник управления опеки и попечительства
73. 2017 — Опасные связи — Виктор Захаров, бизнесмен, муж Елены
74. 2017 — Купи меня — Дима, личный охранник (затем — водитель) бизнесмена Кости
75. 2017 — Майор Соколов. Игра без правил — Леонид Егорович Долин, полковник полиции
76. 2018 — Черновик — эпизод
77. 2018 — Пуля — Денис Юрьевич Попов, соучредитель нефтяной компании
78. 2018 — Реставратор — Роман Лебедев, бизнесмен
79. 2018 — Три капитана — Леон
80. 2018 — Один в поле воин — генерал Росс
81. 2018 — Домашний арест — Анатолий Иванович Лавров, майор ФСБ из Москвы
82. 2018 — 2022 — СеняФедя — Борис Геннадьевич Коновалов, банкир, главарь бандитов (пятый сезон)
83. 2018 — Петербургский роман — Валентин Николаевич Грушин, бизнесмен, муж Надежды
84. 2019 — Чёрный пёс — полковник Малышев
85. 2019 — Ангел-хранитель — Сергей Петрович Смирнов
86. 2019 — Зелёный фургон — капитан Петров, сотрудник УГРО
87. 2020 — 2022 — Ищейка (сезоны 4—6) — Эдуард Максимович Беленький, полковник полиции, исполняющий обязанности начальника / начальник уголовного розыска города Геленджика
88. 2020 — Волк — Горевой
89. 2020 — Опасный соблазн — Марк
90. 2020 — Танкист — Сергей Фёдорович Стрельцов, майор НКВД
91. 2021 — Дылды (второй сезон) — Сергей Владимирович Белов, мэр Новочепецка
92. 2021 — Небеса подождут — Юрий Викторович Мазуров, бизнесмен
93. 2021 — По законам военного времени. Победа! — Генрих фон Берг, оберст-лейтенант (в действующем резерве), владелец богатого особняка в немецком городке Инстербурге (под Кёнигсбергом)
94. 2021 — Ряд 19 — Николай
95. 2021 — Небо — министр обороны России Сергей Шубин
96. 2021 — Чемпион мира — секундант Карпова Игорь Зайцев
97. 2022 — СеняФедя — Борис Геннадьевич Коновалов, банкир
98. 2022 — Начальник разведки — полковник Абвера
99. 2024 — Ангелы района — Вадим Маканин
100. 2024 — Истребители. Битва за Крым — Сорокин
101. 2024 — Молодёжка. Новая смена — Анатолий Леонидович Жилин
102. 2024 — Подслушано в Рыбинске – Георгий Маркович Щербаков, бизнесмен, кандидат в мэры Рыбинска
103. 2024 — Маме снова 17 — Владыгин
104. 2025 — Последняя клятва Гиппократа — лирик
105. 2025 — Загляни ему в голову (второй сезон)
106. 2025 — Спойлер
107. 202? — Радар[9]
108. 2025 — Универ. Молодые — Сергей Сергеевич Сычёв, офицер ВМФ, капитан первого ранга, отец Феди Сычёва

### Озвучивание мультфильмов
- 2007 — Приключения реактивного поросёнка. Приключение пятое. Как сделать открытие — Волчонок Андрюша
- 2010—2012 — Мстители. Величайшие герои Земли — Локи Лафейсон / Серая Гаргулья

## Награды и достижения
- Гран-при Минского театрального фестиваля молодых актёров (1999 год)[10];
- Специальный знак жюри «За яркое перевоплощение и исторический образ князя Владимира Друцкого» в фильме «Анастасия Слуцкая» на IV Международном фестивале актёров кино «Стожары» в Киеве, Украина (2003 год);
- Приз жюри в номинации «Лучшая мужская роль второго плана» в фильме «Анастасия Слуцкая» на VI Международном кинофестивале «Бригантина» в Бердянске, Украина (2003 год);
- Приз жюри в номинации «За лучшую мужскую роль» в фильме «Анастасия Слуцкая» на XII Открытом фестивале кино стран СНГ и Балтии «Киношок» в Анапе;
- почётное звание «Почётный деятель искусств города Москвы» за большой вклад в развитие культуры и многолетнюю творческую деятельность (14 января 2021 года)[1].